# Mobilitazione
La mobilitazione è il complesso delle predisposizioni, delle operazioni e dei provvedimenti mediante i quali tutta una nazione passa in ogni suo elemento dallo stato di pace allo stato di guerra.
Nelle civiltà orientali, in Grecia e nell'antica Roma, in caso di guerra tutta la popolazione valida concorreva alla difesa del proprio paese, considerando ciò un diritto e un sacrosanto dovere di ogni cittadino libero. 
Tutto il popolo scendeva in campo per il proprio paese e chi non poteva brandire un'arma sostituiva, nei compiti e nelle mansioni della vita civile, gli uomini validi che erano stati arruolati, o serviva nelle retrovie come lavoratore.
Nei secoli successivi le sorti dei popoli in guerra furono decisi dagli eserciti permanenti, ai quali appartenevano pochissimi individui delle nazioni belligeranti. Le nazioni prendevano parte alla guerra con pochissimi militari appartenenti allo stesso stato, ed era nullo il loro contributo sotto il punto di vista dell'organizzazione interna: l'esercito era elemento a sé, avulso ed indipendente dal resto della vita della nazione.

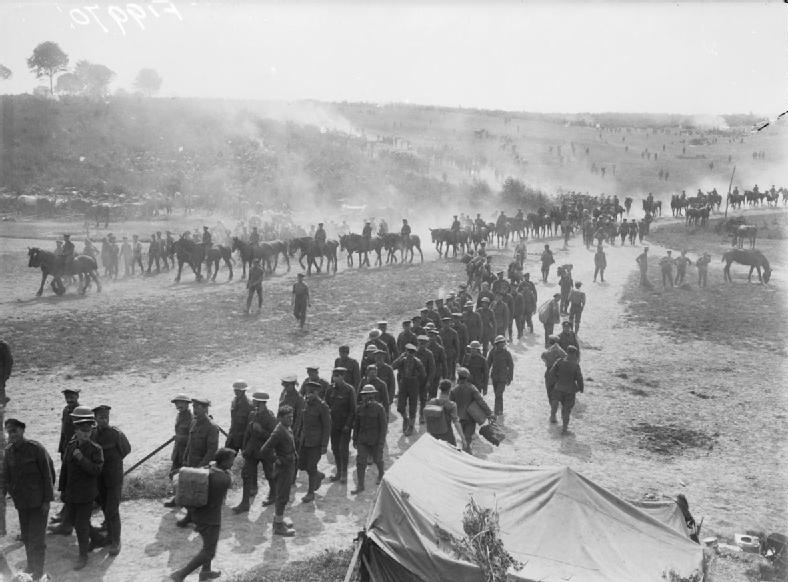
Fanti inglesi, truppe a cavallo e rifornimenti vengono mobilitati per la Prima Guerra Mondiale. Fino a quel momento il mondo non aveva mai visto una mobilitazione così numerosa e così vasta.

La mobilitazione coinvolge tutta la vita di una nazione sotto il punto di vista militare, industriale, civile, agricolo e finanziario.
La mobilitazione deve essere considerata sotto gli aspetti di seguito riportati.

## Mobilitazione militare
La mobilitazione militare è il complesso dei provvedimenti e delle operazioni mediante i quali le forze armate passano dal piede di pace a quello di guerra. Consiste in un insieme di operazioni delicate che debbono rispondere ai seguenti requisiti: ordine, precisione, semplicità e celerità.
Nel 1870 la Prussia e nel 1904 il Giappone seppero applicare molto bene il principio della sorpresa e ne trassero vantaggi.
Le operazioni principali della mobilitazione militare mirano al:
- completamento dei corpi e reparti delle diverse armi e servizi già esistenti dal tempo di pace;
- completamento e costituzione dei comandi delle grandi unità e dei relativi servizi;
- costituzione dei corpi e dei reparti di nuova formazione previsti dagli appositi documenti di mobilitazione.

Delle operazioni di mobilitazione devono considerarsi parte integrante tutti i provvedimenti intesi ad avviare tempestivamente in posto le truppe di copertura, con lo scopo di dare sicurezza e protezione alla grande massa di persone che va mobilitandosi nel territorio e raggiunge le località di raduno. Inoltre ha lo scopo di procedere alla vigilanza, alla difesa delle coste, alla protezione del territorio e delle vie di comunicazione.

## Mobilitazione industriale
La mobilitazione industriale è l'insieme delle operazioni mediante le quali la struttura industriale di uno Stato viene resa idonea sin dal tempo di pace alla produzione intensiva di materiali bellici.
Dopo la Grande Guerra si diffuse il consumo giornaliero di quantità ingentissime di materiale bellico; perciò si manifestò impellente la necessità di realizzare una produzione adeguata al fabbisogno quantitativo e qualitativamente con lo scopo di conseguire la superiorità sull'avversario. Le riserve accantonate fin dal tempo di pace, si manifestarono subito del tutto insufficienti per cui si ricorse a provvedimenti radicali atti a garantire in modo costante il gettito del materiale bellico. Sotto la pressione delle necessità assillanti e per la capacità di inventiva, si dovette effettuare prodigi nel campo delle innovazioni e delle scoperte.
In Italia il lavoro d'organizzazione della mobilitazione industriale iniziò nel maggio del 1915, attraverso difficoltà enormi di ordine finanziario e tecnico.

## Mobilitazione civile
La locuzione, in senso prettamente civile e sociale, indica quello sforzo compiuto dall'intera popolazione di un paese nel participare a iniziative di supporto e aiuto verso altre popolazioni o aree del proprio stesso paese colpite da significative tragedie o calamità.
Il termine è talora utilizzato, con senso prettamente sindacale, per indicare quelle azioni di critica verso azioni dell'amministratore politico o di eventuali portatori di interessi (lobby), contro ciò che si reputa essere interesse della popolazione nel suo complesso.
La locuzione, se utilizzata in riferimento a un periodo bellico, indica quell'insieme di azioni per mezzo dei quali la partecipazione della popolazione concorre alla difesa di un paese, ciascuno secondo l'età e le proprie capacità e possibilità. Fra le attività: l'incremento della produzione industriale e agricola, l'impegno delle maestranze per sostituire gli impegnati nelle attività belliche, la riduzione delle spese e di consumi, il rispetto delle disposizioni delle autorità preposte e la limitazione di atti che possano gravare sulla capacità di resistenza del paese.
Lo stesso termine ha avuto ampio utilizzo per indicare quelle azioni della popolazione che hanno permesso di sovvertire regimi autoritari o dittatoriali nel proprio stesso territorio.

## Mobilitazione finanziaria
Potrebbe essere considerata come un ramo della mobilitazione civile, ma generalmente viene considerata come a sé stante. Occorrono ingenti capitali che devono essere tempestivamente approntati per la provvista e la raccolta del materiale bellico, per la predisposizione dei macchinari, delle maestranze e delle materie prime.
In passato l'Italia fu costretta a richiedere fortissimi prestiti all'interno e all'esterno del paese. Prima della Grande Guerra, nulla era stato mai predisposto, né in Italia né nelle altre nazioni, ad eccezione della Germania, che aveva creato una commissione con il preciso compito di studiare il trapasso dalla situazione economico-finanziario di pace a quella di guerra. In Italia i primi provvedimenti furono attuati nel 1914, quando aveva già cominciato a risentire della crisi a causa della guerra, ormai iniziata.